# Vasaloppet 1941
Vasaloppet 1941 gick av stapeln söndagen 2 mars 1941 som det 18:e loppet. Mauritz Brännström från Norsjö segrade på tiden 6:51:12.

## Loppet
För första gången i Vasaloppet historia var det över 200 anmälda. Efter en minusgrad i starten blev det töväder och segrartiden 6.51.12 för Mauritz Brännström från Norsjö var den sämsta sedan 1930. Han vann dock ohotad. Spåren smälte och föret var slitsamt. En skidlöpare åkte i mål utan skjorta på kroppen.
Kranskulla var Ingrid Asplund.

## Resultat
| Plac | Namn               | Klubb            | Mål     |
| ---- | ------------------ | ---------------- | ------- |
| 1    | Mauritz Brännström | Ifk Norsjö       | 6:51:12 |
| 2    | Olle Wiklund       | Alfta G & If     | 6:53:16 |
| 3    | Sven Hansson       | Lima If          | 6:54:13 |
| 4    | Edvin Jansson      | Sälens If        | 6:55:24 |
| 5    | Lars Olsson        | Ik Sport, Hofors | 6:56:02 |
| 6    | Herbert Södergren  | Hofors Aif       | 6:59:40 |
| 7    | Arthur Häggblad    | Ifk Umeå         | 7:00:50 |
| 8    | Elis Wiklund       | Kramfors If      | 7:04:26 |
| 9    | Lars Stenberg      | Bollnäs G & If   | 7:04:27 |
| 10   | Nils Norin         | Långshyttans Aik | 7:07:06 |